# Bullterrier
För andra betydelser, se Bullterrier (hundrastyp).
Bullterrier är en hundras från Storbritannien. Den är en terrier av bulldoggstyp med samma ursprung i Bull and Terrier som staffordshire bullterrier, men har genom hela sin historia varit sällskapshund. I Spanien och Australien hör den till de populäraste hundraserna, liksom i hemlandet.

## Historia
Under 1850-talet ville James Hinks (1829-1878) som var hundhandlare i Birmingham få fram en elegantare och helvit Bull and Terrier lämplig för hundutställningar. Man tror att han korsade in vinthund, dalmatiner och kanske pointer. Resultatet blev bullterriern med sin speciella huvudform. Första gången rasen visades på utställning var 1862 i Birmingham. Redan 1880 omtalades rasen för sin elegans och 1887 erkändes den av den brittiska kennelklubben the Kennel Club. Samma år bildades rasklubben. Först 1935 godkändes andra färger än helvit. 1943 erkändes miniatyrbullterrier som en egen variant.

## Egenskaper
Bullterriern är en tålmodig hund med vänligt och jämnt temperament. Den är envis men läraktig. Den kan vara intensiv och burdus. Rasen saknar vaktegenskaper men kräver konsekvent socialisering. Den har hög retningströskel, men man bör undvika situationer som väcker kamplust.

## Utseende
De är satta och muskulösa. Bullterrierns mest utmärkande drag är dess huvud med konvex nosrygg, som kan beskrivas som äggformat då det ses framifrån. Pälsen är kort och tät, grundfärgen skall vara vit. Hunden ska helst vara helvit utan några tecken, men Bullterrier är oftast vit med fläckar. Det finns även hundar med brunspräcklig päls och sådana med svart päls med vita inslag.